# Leuctra hiberiaca
Leuctra hiberiaca är en bäcksländeart som beskrevs av Aubert 1956. Leuctra hiberiaca ingår i släktet Leuctra och familjen smalbäcksländor. Inga underarter finns listade i Catalogue of Life.